# Jorge Enrique Vásquez
Jorge Enrique Vásquez Argüello (Alajuela; 23 de febrero de 1954) es un exfutbolista costarricense que jugaba como defensa. Fue entrenador del Alajuelense en 1992-1994 y 2003.

## Selección nacional
Con Costa Rica, jugó contra Estados Unidos y Argentina en la Copa Ciudad de México 1975. También jugó en la clasificación para el Campeonato de Naciones de la Concacaf de 1977.

### Participaciones en clasificatorias
| Clasif.              | Sede   | Resultado | Part. | Goles |
| -------------------- | ------ | --------- | ----- | ----- |
| Clasif. Mundial 1978 | Varias | Eliminado | 1     | 0     |

## Clubes
| Club               | País       | Año       |
| ------------------ | ---------- | --------- |
| Alajuelense        | Costa Rica | 1970-1981 |
| Municipal San José | Costa Rica | 1981      |
| Ramonense          | Costa Rica | 1982      |

## Palmarés

### Títulos nacionales
| Título           | Equipo      | País       | Año  |
| ---------------- | ----------- | ---------- | ---- |
| Primera División | Alajuelense | Costa Rica | 1971 |
| Torneo de Copa   | Alajuelense | Costa Rica | 1974 |
| Torneo de Copa   | Alajuelense | Costa Rica | 1977 |
| Primera División | Alajuelense | Costa Rica | 1980 |